# Emblyna joaquina
Emblyna joaquina là một loài nhện trong họ Dictynidae.
Loài này thuộc chi Emblyna. Emblyna joaquina được Ralph Vary Chamberlin & Willis J. Gertsch miêu tả năm 1958.